# Сателит (награда)
Наградите „Сателит“ са ежегодни награди на „Академията за международна преса“. Наградите се връчват за изключителни постижения в областта на киното, телевизията и новите медии.
Отличията се раздават от 1996 г. като алтернатива на наградите „Златен глобус“ и първоначално са известни под името „Златен Сателит“. Церемонията по връчване на наградите се провеждат всяка година в хотел „Интерконтинентал“ в Сенчъри Сити, Лос Анджелис.

## Категории

### Кино
- Най-добър филм
- Най-добър режисьор
- Най-добър адаптиран сценарий
- Най-добър оригинален сценарий
- Най-добър актьор
- Най-добра актриса
- Най-добър актьор в поддържаща роля
- Най-добра актриса в поддържаща роля
- Най-добра анимация
- Най-добър художник-постановчик
- Най-добър актьорски състав
- Най-добра операторска работа
- Най-добър дизайн на костюми
- Най-добър документален филм
- Най-добър чуждоезичен филм
- Най-добра музика във филм
- Най-добра песен във филм
- Най-добър звук
- Най-добри визуални ефекти

### Телевизия
- Най-добър актьор – драма
- Най-добър актьор – комедия или мюзикъл
- Най-добър актьор – минисериал или телевизионен филм
- Най-добра актриса – драма
- Най-добра актриса – комедия или мюзикъл
- Най-добра актриса – минисериал или телевизионен филм
- Най-добър актьорски състав в телевизионен сериал
- Най-добър сериал – драма
- Най-добър сериал – комедия или мюзикъл
- Най-добър минисериал или телевизионен филм
- Най-добър поддържащ актьор
- Най-добра поддържаща актриса